# Gematigde kas
De gematigde kas is een broeikas met een minimum-wintertemperatuur van 12 - 15 °C. Deze kas wordt gebruikt voor enkele soorten orchideeën, gevoelige succulenten en diverse tropische planten die niet kouder dan 12 °C mogen staan. De planten maken in de winter een rustperiode door. In de zomer hebben veel van deze planten warmte, beschutting en een vochtige atmosfeer nodig. In de bloeiperiode kunnen deze planten  tijdelijk in de huiskamer worden gezet.
Voorbeelden van planten  die in de gematigde kas kunnen worden gehouden zijn:
| - Agave victoriae-reginae - Asparagus setaceus - Azalea - Begonia - Billbergia nutans - Chinese roos - Cyclaam - Dendrobium - Dracula troglodytes - Euphorbia caput-medusae - Fatshedera - Fenestraria rhopalophylla - Garnalenplant - Gatenplant - Gloxinia sylvatica - Grote wasbloem - Hortensia - Kalanchoë | - Kruidje-roer-me-niet - Lithops - Mandevilla laxa - Odontoglossum pulchellum - Phalaenopsis - Piper - Rhipsalis baccifera - Sansevieria - Saxifraga sarmentosa - Scindapsus - Streptocarpus - Theeplant - Tillandsia - Tradescantia - Vijg - Vlijtig liesje - Zantedeschia |